# Operational Competitiveness Rating
Das Operational Competitiveness Rating (OCRA) ist eine Technik zum Benchmarking, zum Performance Measurement und zur Effizienz-Analyse aus dem Bereich des Operations Research, d. h. der Entwicklung und des Einsatzes quantitativer Modelle und Methoden zur Entscheidungsunterstützung. Sie dient der vergleichenden Messung der Performance oder Effizienz von Organisationseinheiten oder Production Units (PUs).   

## Allgemeine Beschreibung von OCRA
OCRA wurde 1994 von Celik Parkan entwickelt. Seitdem ist OCRA beispielsweise auf Banken, Hotels und Fabriken angewendet worden. Diese PUs werden in OCRA durch Inputs und Outputs dargestellt. Für jede PU liefert OCRA einen Ineffizienzindex. Mit diesen Ineffizienzindizes kann eine Rangfolge der PUs aufgestellt werden.
OCRA gibt es in zahlreichen verschiedenen Versionen. Auf der einen Seite sind dieses mathematisch komplizierte Versionen, die auf die Lineare Programmierung zurückgreifen und der Data Envelopment Analysis (DEA) ähneln. Auf der anderen Seite gibt es eine einfache Version, die starke Ähnlichkeit zur TOPSIS (Technique for Order Preference by Similarity to Ideal Solution) hat.
Die Angabe von Kriteriengewichten für Inputs und Outputs kann mit Hilfe des Analytic Hierarchy Process oder des Analytic Network Process vorgenommen werden.

## Alternative Techniken zur Effizienz-Analyse
- TOPSIS (Technique for Order Preference by Similarity to Ideal Solution)
- Data Envelopment Analysis (Dateneinhüllanalyse, DEA)